# Mahapoli
Mahapoli es una  ciudad censal situada en el distrito de Thane en el estado de Maharashtra (India). Su población es de 5666 habitantes (2011). Se encuentra a 20 km de Thane y a 61 km de Bombay.

## Demografía
Según el censo de 2011 la población de Mahapoli era de 5666 habitantes, de los cuales 2965 eran hombres y 2701 eran mujeres. Mahapoli tiene una tasa media de alfabetización del 80,83%, superior a la media estatal del 82,34%: la alfabetización masculina es del 85,16%, y la alfabetización femenina del 76,01%.